# Верхний Сардык
Верхний Сардык (баш. Үрге Сәрҙек) — село в Туймазинском районе Республики Башкортостан Российской Федерации. Входит в состав Татар-Улкановского сельсовета.

## География

### Географическое положение
Расстояние до:
- районного центра (Туймазы): 24 км,
- центра сельсовета (Татар-Улканово): 12 км,
- ближайшей ж/д станции (Кандры): 22 км.

## История
Основано татарами в 1676 году.
В «Списке населенных мест по сведениям 1870 года», изданном в 1877 году, населённый пункт упомянут как деревня Верхний Сардык 3-го стана Белебеевского уезда Уфимской губернии. Располагалась при речке Сары-Сакале, по правую сторону Казанского почтового тракта из Уфы, в 65 верстах от уездного города Белебея и в 20 верстах от становой квартиры в селе Шаран (Архангельский Завод). В деревне, в 89 дворах жили 555 человек (315 мужчин и 240 женщин, башкиры, татары, русские), была мечеть.

## Население
| 2002 | 2009 | 2010 |
| ---- | ---- | ---- |
| 366  | ↗383 | ↗406 |

Национальный состав
Согласно переписи 2002 года, преобладающие национальности — башкиры (68 %), татары (29 %).